# Petra Seidl
Petra Meier to Bernd-Seidl (* 8. Juni 1957 in Stockholm) ist eine deutsche Politikerin und Rechtsanwältin. Sie war von 2000 bis 2012 Oberbürgermeisterin von Lindau (Bodensee).
Sie studierte Jura in Regensburg und Münster. Danach war sie ab 1988 bei mehreren Kommunalverwaltungsbehörden im Münsterland tätig, unter anderem als Leiterin eines Ordnungsamtes und als Leiterin eines Haupt-, Personal- und Schulverwaltungsamtes. Von 1994 bis 2000 war sie hauptamtliche Beigeordnete in Coesfeld.
Im Jahr 2000 wurde sie zur Oberbürgermeisterin von Lindau gewählt. Sechs Jahre später wurde sie wiedergewählt. Zudem gehörte sie ab 2002 dem Kreistag des Landkreises Lindau an. Als Parteilose war sie dort Mitglied der CSU-Fraktion, bis sie Anfang 2011 zur Fraktion der Freien Bürger Lindau wechselte. Diese unterstützten sie auch bei der turnusmäßigen Oberbürgermeisterwahl 2012, bei der sie jedoch im ersten Wahlgang nur 17,92 Prozent der Stimmen erhielt und damit den Einzug in die Stichwahl verfehlte. Seit Mai 2012 ist sie als Rechtsanwältin und Mediatorin tätig. Seit Mai 2014 ist sie Fraktionsvorsitzende der Freien Bürgerschaft Lindau im Lindauer Kreistag.